# Dasin
Dasin is een bestuurslaag in het regentschap Tuban van de provincie Oost-Java, Indonesië. Dasin telt 2760 inwoners (volkstelling 2010).